# 上草義輝
上草 義輝（うえくさ よしてる、1939年6月11日 - ）は、日本の政治家。元衆議院議員（5期）。特定非営利活動法人農林漁業支援機構理事長。

## 来歴・人物
北海道留萌郡小平町生まれ。北海道札幌南高等学校を経て、早稲田大学政経学部卒業。大野伴睦、中川一郎の秘書を経て、1979年の第35回衆議院議員総選挙に自由民主党公認で北海道2区から立候補し、初当選（当選同期に佐藤信二・保利耕輔・畑英次郎・麻生太郎・小里貞利・岸田文武・白川勝彦・丹羽雄哉・亀井静香・吹田愰・宮下創平・亀井善之・船田元など）。以後、連続5期。
当選後は自由革新同友会に属したが、中川の死後、中曽根派に移籍（中曽根派の代替わり後は渡辺派に所属）。主に農業政策を手掛け、1984年北海道開発政務次官に就任。
自民党農林部会長、1990年衆議院逓信委員長、自民党副幹事長（宮澤内閣時）などを歴任したが1993年の第40回衆議院議員総選挙で自民党への逆風を受け落選。1996年の第41回衆議院議員総選挙からは、中選挙区制に代わり小選挙区比例代表並立制が用いられた事により、自民党の公認が得られず、やむなく北海道7区から新進党公認で立候補するも落選。2001年の第19回参議院議員通常選挙では、自由連合で比例区から立候補し落選。その後引退。2003年旭川大学経済学部客員教授（政治学・地域づくり論担当、2008年まで）。現在、旭川市に拠点を置く第一次産業に関連するNPO法人の代表を務める。
2009年11月の秋の叙勲で旭日重光章を受章する。